# Cameron Johnson

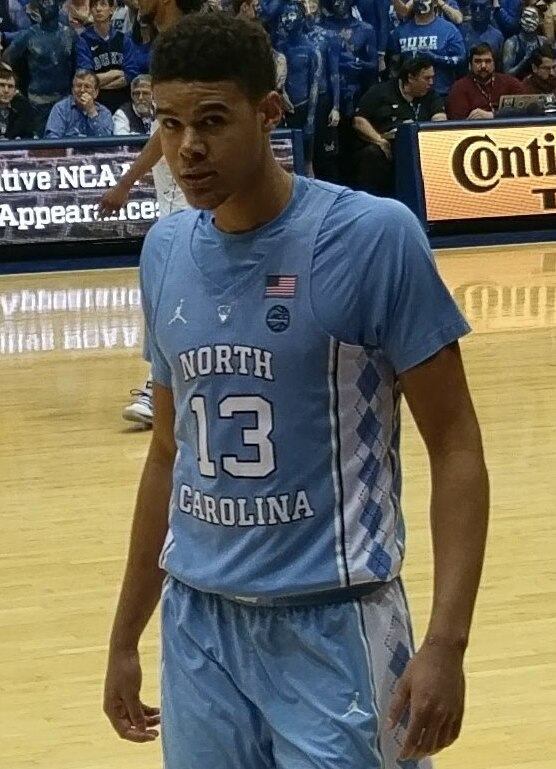
Cameron Johnson, 2018.

Cameron Jordan Johnson, född 3 mars 1996 i Moon Township i Pennsylvania, är en amerikansk professionell basketspelare (SF/PF) som spelar för Denver Nuggets i National Basketball Association (NBA). Han har tidigare spelat för Phoenix Suns och Brooklyn Nets.
Johnson draftades av Minnesota Timberwolves i första rundan i 2019 års draft som elfte spelare totalt.
Innan han blev proffs studerade Johnson först på University of Pittsburgh och spelade för deras idrottsförening Pittsburgh Panthers. Han blev senare överförd till University of North Carolina at Chapel Hill för spel i North Carolina Tar Heels.